# Caryophyllia japonica
Caryophyllia japonica is een rifkoralensoort uit de familie Caryophylliidae. De wetenschappelijke naam van de soort is voor het eerst geldig gepubliceerd in 1888 door Marenzeller.